# 倉敷港
岡山県倉敷市にある港だとすると、もしかして
- 水島港

ではありませんか？